# 奈良県特別支援学校一覧
奈良県特別支援学校一覧（ならけんとくべつしえんがっこういちらん）は、奈良県の特別支援学校の一覧。

## 特別支援学校（知的障害、肢体不自由、病弱教育）

### 奈良市
- 奈良県立奈良養護学校
  - 奈良県立奈良養護学校整肢園分校
- 奈良県立奈良東養護学校
- 奈良県立奈良西養護学校

### 明日香村
- 奈良県立明日香養護学校

### 大淀町
- 奈良県立大淀養護学校

### 田原本町
- 奈良県立高等養護学校

### 上牧町
- 奈良県立西和養護学校

### 天理市
- 奈良県立二階堂養護学校

## 特別支援学校（視覚障害）

### 大和郡山市
- 奈良県立盲学校

## 特別支援学校（聴覚障害）

### 大和郡山市
- 奈良県立ろう学校

## 廃校になった特別支援学校
- 奈良県立西の京養護学校（奈良市、2005年七条養護学校と統合し奈良東養護学校へ）
- 奈良県立七条養護学校（奈良市、2005年西の京養護学校と統合し奈良東養護学校へ）

## リンク
- 奈良県教育委員会